# كريستينا ألبردي
كريستينا ألبردي (من مواليد 22 فبراير 1946) سياسية ومحامية إسبانية. شغلت منصب وزيرة الشؤون الاجتماعية الثانية والأخيرة من 1993 إلى 1996.

## التعليم والوظيفة
تخرجت في القانون منذ 1970 كانت محامية في مدرسة المحامين، وفي عام 1975 نظمت مجموعة قانونية نسوية. كانت لاحقًا ممثلة المجلس الاستشاري العام للسلطة القضائية من عام 1985 إلى عام 1990. تم تعيينها وزيرة للشؤون الاجتماعية في مجلس الوزراء برئاسة رئيس الوزراء فيليبي غونزاليس في عام 1993 لتحل محل ماتيلد فرنانديز. كانت في المنصب حتى عام 1996.
تم انتخابها لعضوية الكونجرس الإسباني كعضو في حزب العمال الاشتراكي الإسباني في عام 1996، ممثلة منطقة ملقة قبل الانتقال إلى منطقة مدريد التي مثلتها من 2000 إلى 2003. كما كانت رئيسة الفيدرالية الاشتراكية مادريليني (1997-2000). في عام 2003 تركت الحزب الاشتراكي، وهي حاليًا رئيسة المجلس الاستشاري ضد العنف في مجتمع مدريد.